# Narkotikakonventionen
Narkotikakonventionen, eller 1961 års allmänna narkotikakonvention, är en konvention som antogs av Förenta nationerna 30 mars 1961 i New York och som trädde i kraft 13 december 1964. 2010 var 184 länder anslutna till konventionen.
Konventionen ersatte den internationella opiumkonventionen från 1912.
Konventionen förpliktar de anslutna staterna att begränsa användningen av narkotika till endast medicinska och vetenskapliga ändamål. Varje anslutet land får själv besluta om åtgärder mot narkotikamissbruk och påföljder för narkotikabrott men kan även införa strängare bestämmelser än det som anges som minimum i konventionen.
Konventionen reglerar endast klassiska narkotiska preparat, det vill säga opiater, cannabis och koka. Nyare substanser regleras av 1971 års psykotropkonvention.
Med avseende på legala mekanismer kompletteras Narkotikakonventionen av 1988 års narkotikabrottskonvention.